# Grodziec (Pogórze Kaczawskie)
Grodziec (niem. Gröditzberg, 389 m n.p.m.) – szczyt w północno-zachodniej części Pogórza Kaczawskiego - w centralnej części Pogórza Bolesławieckiego, w pobliżu miejscowości o tej samej nazwie. 
Zbudowany z trzeciorzędowych bazaltów, dominuje nad niewielkimi wzgórzami północnej części Pogórza. Stanowi nek wulkaniczny. Tworzące go bazalty nefelinowe formują niewielkie skałki i usypiska. Na północnym zboczu widoczne są słupy bazaltowe. Sam szczyt będący dominantą wysokościową okolicy stanowi dobry punkt widokowy. Góra przy dobrej pogodzie jest widoczna z Karkonoszy, Gór Izerskich, oraz z wielu miejsc Pogórza Kaczawskiego i Gór Kaczawskich.
Na szczycie znajduje się częściowo zrujnowany zamek Grodziec pochodzący z XIV w.
Zbocza wzgórza porasta las mieszany.